# Freccia (1899)
Freccia – włoski niszczyciel z przełomu XIX i XX wieku, jedna z sześciu jednostek typu Lampo. Okręt został zwodowany 23 listopada 1899 roku w niemieckiej stoczni Schichau w Elblągu, a do służby w Regia Marina wszedł w maju 1902 roku. Podczas wojny włosko-tureckiej okręt został zniszczony 12 października 1911 roku, po wejściu na mieliznę nieopodal Trypolisu.

## Projekt i budowa
„Freccia” był jednym z sześciu bliźniaczych niszczycieli typu Lampo, zamówionych przez marynarkę wojenną Królestwa Włoch w Cesarstwie Niemieckim. Jednostka była szybka i silnie uzbrojona, jednak miała niezadowalającą dzielność morską.
Okręt został zaprojektowany i zbudowany w stoczni Schichau w Elblągu. Stępkę niszczyciela położono w 1899 roku, został zwodowany 23 listopada tego roku, a do służby w Regia Marina przyjęto go 24 maja 1902 roku.

## Dane taktyczno-techniczne
Okręt był niewielkim, pełnomorskim niszczycielem o długości całkowitej 62,05 metra (60 metrów między pionami), szerokości 6,5 metra i zanurzeniu 2,6 metra. Wyporność normalna wynosiła 315 ton, a pełna 348 ton. Okręt napędzany był przez dwie pionowe maszyny parowe potrójnego rozprężania o łącznej projektowanej mocy 6000 KM (w praktyce maszyny osiągały mniejszą moc, pomiędzy 5230 a 5998 KM), do których parę dostarczały cztery kotły Thornycroft. Dwuśrubowy układ napędowy pozwalał osiągnąć prędkość 30 węzłów. Okręt zabierał zapas 80 ton węgla, co zapewniało zasięg wynoszący 2000 Mm przy prędkości 12 węzłów (lub 290 Mm przy 26 węzłach).
Niszczyciel był uzbrojony w pojedyncze działo dwunastofuntowe kal. 76 mm (3 cale) QF Ansaldo M1897 L/40. Masa działa wynosiła 625 kg, masa naboju 5,9 kg, kąt podniesienia lufy od -10 do +42°, prędkość wylotowa pocisku 674 m/s, donośność maksymalna 9850 metrów, a szybkostrzelność 15 strz./min. Oprócz tego na okręcie zainstalowano pięć pojedynczych dział sześciofuntowych kal. 57 mm Nordenfelta M1886 L/43. Masa działa wynosiła 338 kg, masa naboju 2,73 kg, kąt podniesienia lufy od -10 do +15°, prędkość wylotowa pocisku 670 m/s, a szybkostrzelność 18 strz./min. Uzbrojenie uzupełniały dwie pojedyncze wyrzutnie torped kal. 350 mm (14 cali).
Załoga okrętu składała się z 5 oficerów oraz 48–56 podoficerów i marynarzy.

## Służba
Niszczyciel wziął udział w wojnie włosko-tureckiej, podczas której 12 października 1911 roku wszedł na mieliznę nieopodal portu w Trypolisie i został zniszczony.